# Palacio fortificado de los Desvalls
El palacio fortificado de los Desvalls se encuentra situado en el municipio oscense de Baells.

## Descripción
Se trata de un palacio fortificado emplazado junto a la iglesia parroquial en el centro del casco urbano. Es un edificio de residencial de planta rectangular de unos 24 por 15 metros en una de cuyas esquinas se levanta una torre que sobresale del resto de la construcción. Está construido en sillería y sobre esta construcción se levantó un cuerpo adicional de ladrillo para rematar la fachada principal con una galería de arcos semicirculares al estilo renacentista aragonés. En esta fachada presenta varios huecos a media altura para iluminación de las salas interiores. Posee dos puertas, la principal en arco, se sitúa perpendicularmente bajo la buharda; la otra es más pequeña y de menor empaque. En la torre presenta ventanas geminadas de estilo gótico y se cubre con tejado a cuatro aguas.